# بوکلندی
بوکلندی (به لاتین: Buklendy) یک منطقهٔ مسکونی در روسیه است که در باشقیرستان واقع شده‌است.